# Доња Слатина (Витина)
Доња Слатина (алб. Sllatinë e Poshtme, Sllatinë e Ulët) је насеље у општини Витина, Косово и Метохија, Република Србија.

## Становништво
| Демографија | Демографија | Демографија |
| Година      | Становника  | Становника  |
| ----------- | ----------- | ----------- |